# LTC (기업)
LTC 주식회사(영어: LTC)는 대한민국의 액정표시장치(LCD) 및 반도체 화학물 제조 기업이다.
2022년, 무진전자의 반도체 장비 사업부를 인수하여 LSE로 사명을 변경하였다.

## 같이 보기
- LSE